# Czesława Kwoka
Czesława Kwoka (Wólka Złojecka, 15 de agosto de 1928 - Auschwitz, 12 de março de 1943) foi uma menina católica polonesa que foi assassinada aos 14 anos em Auschwitz. Ela é uma das milhares de crianças e adolescentes vítimas de crimes alemães durante a Segunda Guerra Mundial.

## Vida e morte
Czesława Kwoka nasceu em 15 de agosto de 1928, na pequena vila polonesa de Wólka Zlojecka. Além disso, Czesława e sua mãe, Katarzyna, eram católicas romanas, um grupo criticado pelo Partido Nazista. Os nazistas se recusaram a tolerar qualquer grupo ou reunião social que não fosse controlada ou completamente infiltrada por seu governo.
Depois de sua captura pelos alemães, ela chegou em Oświęcim em 13 de dezembro de 1942, juntamente com 318 mulheres. Sua mãe Katarzyna Kwoka também foi deportada e morreu no campo em 18 de fevereiro de 1943. Logo após sua chegada a Auschwitz, Czesława foi fotografada pelo jovem prisioneiro polonês Wilhelm Brasse, que foi contratado pelos nazistas para fotografar todos os prisioneiros de frente e de perfil. Pouco antes de o campo ser libertado, ele recebeu ordens para destruir todas as fotografias, mas Brasse ainda conseguiu salvar algumas delas do esquecimento, incluindo a de Czesława. Apenas alguns meses depois de entrar no campo, em 12 de março de 1943, Czesława Kwoka recebeu uma injeção de fenol letal no coração e morreu, tornando-se uma das aproximadamente 230,000 crianças assassinadas em Auschwitz.

## As memórias de Brasse de fotografar Kwoka

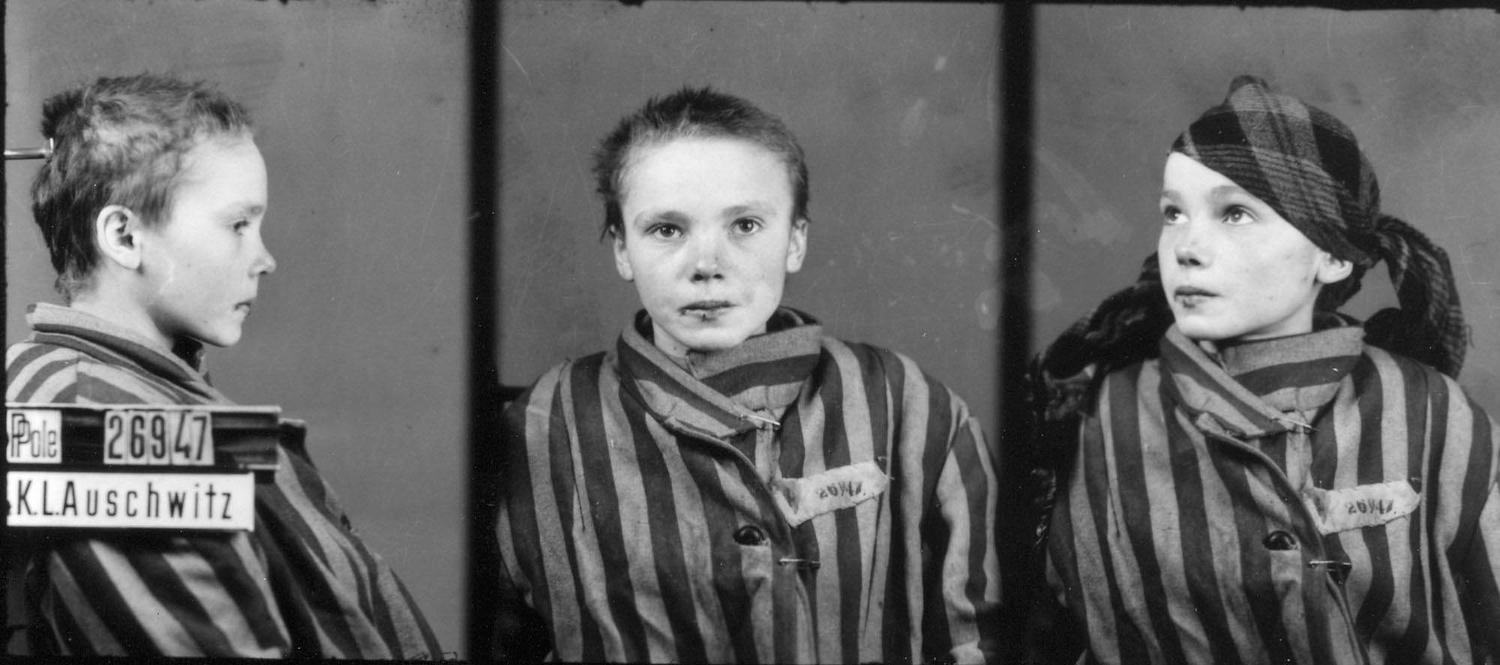
Fotografia completa de Czesława Kwoka em 1942 ou 1943.

Wilhelm Brasse relembra sua experiência fotografando Kwoka para o correspondente da BBC Fergal Keane, que entrevistou Brasse sobre suas memórias de tirá-las.
| “ | Ela era tão nova e estava tão assustada. A menina não entendia por que estava lá nem o que estava sendo dito a ela. Então essa mulher Kapo (um prisioneiro superintendente) pegou um pedaço de pau e bateu no rosto dela. Esta alemã estava descontando sua raiva na garota. Uma menina tão bonita, tão inocente. Ela chorou, mas não podia fazer nada. Antes da foto ser tirada, a menina secou as lágrimas e o sangue do corte no lábio. Para falar a verdade, senti como se estivesse sendo atingido, mas não poderia interferir. Teria sido fatal para mim. | ” |

## Coloração da fotografia
No 75.º aniversário de sua morte, uma versão colorida da fotografia de Czesława Kwoka e de outros prisioneiros foi publicada por Marina Amaral, uma artista brasileira do estado de Minas Gerais. O intuito da artista é mostrar com cores o horror escondido nas faces dos prisioneiros.